# Martha Speaks
Martha Speaks (no Brasil, chamado de Martha Fala e em Portugal, Marta Fala) é um desenho animado estadunidense-canadense-filipina que conta as incríveis histórias de Martha, uma cadela que acidentalmente come uma sopa de letrinhas e adquire o poder da fala. Ao longo dos episódios, Martha vai se tornando uma profissional em cada profissão. As histórias são narradas com muito bom humor por Martha e seus amigos, Helena, Skits, Alice, Toni, Carolina e outros. Martha é muito comilona e tagarela, entretanto. A série estreou no canal pago por assinatura Discovery Kids no dia 7 de setembro de 2009, fazendo parte de um grupo de desenhos do canal denominado como Loucos por Livros, que estreou vários desenhos que ensinam a linguagem para as crianças. Dentro do grupo também está Garota Supersábia. A série estreou as 7:30 a.m. ET/PT em 1 de setembro de 2008 no PBS Kids nos Estados Unidos.
Em Portugal, a série emitiu na RTP 2, antes de estrear no Brasil. Agora, é transmitida na emissora, TV Cultura 4 de janeiro de 2010 - 5 de janeiro de 2013. Desde que deixou a grade do Discovery Kids vários de seus episódios dublados foram perdidos, mas é possível assistir pouquíssimos no YouTube

## Personagens
- Martha: Martha come uma sopa de letrinhas no primeiro episódio e desde então aprende a falar e não para mais. Martha é bilíngue (fala a língua dos cães e dos humanos), mas é capaz de entender vários animais.

- Helena: Helena tem 10 anos e é a dona de Martha e Skits. É tímida, mas sabe dizer não. É também a melhor amiga de sua cadela Martha.

- Mariela: É a mãe de Helena e é muito simpática. Ela trabalha na floricultura e tem ás vezes sotaque espanhol.

- Toni: Toni é o melhor amigo humano de Helena. É muito leal, simpático, extrovertido e divertido. Ele também acha Martha genial.

- Daniel: É o pai de Helena e fica em casa para cuidar de Helena e Pedrinho.

- Pedrinho: Pedrinho é o irmão bebê de Helena e tem 1 ano e meio. Ele ama Martha e ela gosta de fazê-lo falar.

- Carolina: Carolina é prima mais velha de Helena. Carolina tem 12 anos e é neura por moda. Ela tenta convencer Helena a pensar na moda agora. Ela acha estranho a cadela de sua prima falar e sempre tenta não concordar com as ideias de Martha.

- Skits: Skits é o novo cachorro de Helena. Tentou comer a sopa de letrinhas, mas ao contrário de Martha, esse não conseguiu falar. Skits é muito brincalhão, imaturo e esportista, é muito bom em pegar fressbes.

- Alice: Alice é a melhor amiga humana de Helena. É muito esportiva, mas ao mesmo tempo desastrada. É irmã de Ronaldo.

- Truman: É amigo de Helena e adora ouvir conselhos no rádio. Sonha em ser ator. Diz que é muito corajoso, mas nos episódios Truman e o Mar Profundo, Martha e Truman se Perdem e Truman e a Bola, revela-se que ele tem diversos medos, como barcos, palhaços, insetos, monstros, tigres, cavalos, cães bravos e morcegos.

- Ronaldo: Ronaldo é um menino de 11 anos que não gosta de cachorros, por isso é totalmente contra Martha e Skits e ama seu gato malvado Nelson. É irmão de Alice.

- Nelson: Nelson é um gato muito malvado e mal-intencionado. Ronaldo é o dono do Nelson e para ele seu gato é super inofensivo. Nelson, assim como Ronaldo, detesta cães e faz de tudo para que Martha fique em confusão, como fazer com que Martha saia culpada em substituição a ele próprio quando faz uma coisa errada como fez no episódio Martha Come o Bolo, em que Nelson come o bolo de aniversário de Alice e Martha sai como culpada.

- Bob: Bob é o novo cão da vizinhança de Martha. É muito perigoso e seu dono vive falando que ele é um cão malvado.

- Pops: Pops é um cão valente e mal-humorado que ficou no abrigo por muito tempo até ser adotado pelo próprio dono do abrigo. É amigo de Martha e aparece nos episódios Martha no Abrigo de Animais e Enfermeira Martha.

- Polly: Polly é o novo papagaio de Ronaldo. Ronaldo quer sempre que ele fale o que ele mandar, mas Martha é que tem esse poder e vive humilhando Ronaldo por causa disso. É uma homenagem ao papagaio Poll, do livro Robinson Crusoé.

- François: François é um pequeno cão da professora de Helena. É muito comilão e inteligente. No episódio O Cão Que veio Para Jantar, François come os bolinhos de Helena.

- Sra. Clusky: Professora de Helena e Toni. É dona de François.

- Karl: É açougueiro nas redondezas de onde Martha mora. Martha trabalha para ele como entregadora no episódio Martha, Larápia por Tabela.

- Chico: Cachorro da vizinhança de Martha. Aparece nos episódios Martha, Larápia por Tabela, Lá se Vai a Vizinhança, Martha no Abrigo de Animais e Martha Treina o Cachorro.

- Tiffani: Amiga de Carolina. Carolina e Tiffani brigam quando estam sozinhas e competem sempre, como no episódio O Debate.

- Ardilão: É um treinador de cães falso que deseja muito roubar Martha, já que ela fala e isso pode deixá-lo famoso e rico.

- Weaseulgraft: É ajudante de Ardilão. Também quer muito Martha.

- Carlo: É um cão que interpreta um personagem corajoso na tevê. Mas, na vida real, Carlo tem medo de flores e isso deixou seus fãs magoados. Martha o adora, ele é seu ídolo.

- Big Minie: Big Minie é um monstro que só Martha e Skits sabem que existe. Ronaldo é quem contou a lenda para Martha, e quando Helena, Alice, Sra. Clusky, Skits e Martha vão acampar num episódio, Ronaldo vai lá e faz de conta que ele é a Minie. Mas eles descobrem e o assustam. Depois, Martha viu a Big Minie de verdade, mas ninguém acreditou nela, além de Skits. Truman tem medo da Big Minie e Toni nunca ouviu falar dela.

- Cecat: Cecat é tio de Toni e tem uma fazenda com galinhas, porcos, ovelhas e vacas. Levou Toni, Martha e Helena para sua fazenda nas férias.

- Sra. Parkington: Vizinha da casa de Martha. Helena, Toni, Skits e Martha acham que a casa em que ela mora é assombrada no episódio Martha e os Fantasmas.

- Miranda: Cachorrinha do abrigo que foi abandonada e adotada depois.

- Professor Vincent: Professor de arte de Toni, Helena e Truman.

- Casaoa: Dono do abrigo de animais perto da casa de Martha.

- Ollie: Cachorro muito responsável e protetor que perdeu sua orelha ao salvar seu antigo dono do ataque de um urso feroz. Porém, é abandonado no abrigo e arruma um novo dono.

- Dory: Motorista de ônibus que dá carona gratuita a Martha no episódio Martha e as Flores.

- Stely: Cadela muito atenciosa que foi abandonada no abrigo e arrumou um novo lar.

- Butter Scot: Cachorrinho muito pequeno e amoroso abandonado no abrigo e irmão de Creminho e Mandarinho. Os três arrumaram uma nova casa.

- Creminho: Cachorrinho irmão de Butter Scot e Mandarinho. Também fica doente em outro episódio após comer uma meia e é curado depois.

- Mandarinho: Irmão de Butter Scot e Creminho.

- Srta. Wiselfink: Dona de casa.

- Christina: Christina é uma menina da Polônia que ajuda a decifrar o que Martha estava dizendo em polonês depois que comeu uma sopa polonesa que foi trocada por Ardilão e Weaseulgraft no episódio Adeus, Martha.

- Professor Macaco: Macaco muito inteligente que usa roupa de médico e aparece no episódio Martha Não Fala Macaquês.

- Bepo: Dona do Professor Macaco, que se veste de banana.

- Gato Gatuno: Ladrão que adora "fuçar" as coisas das casas e roubá-las. Aparece no episódio Martha Fala.

- Nigel: Antigo locutor de rádio que deu sua vaga para Martha no episódio Martha dá Conselhos.

- John: Cachorro dálmata da Sra. Parkington.

- Mr. Rodolph: Dono de um falso concurso de cães do episódio O Melhor do Show.

- Louie Kablloie: Assaltante de joalherias que aparece no episódio Codinome Martha.

- Jimmi: Ajudante de Kablooie.

- Brisilo: Cachorro da vizinhança que aparece no episódio Codinome Martha.

- Sra. Mary: Apresentadora da previsão do tempo de um telejornal que Martha assiste e aparece nos episódios Skits e o Temporal e Martha, o Cão do Tempo.

## Sinopse
Esta série traz Martha, um cachorro doméstico muito amado por sua família que acidentalmente come sopa de letrinhas e adquire o poder da fala e dá opiniões para quem quiser ouvir.